# Iluminados de Baviera

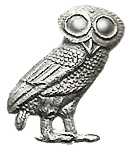
Símbolo de la orden:
el mochuelo de Atenea.

La Orden de los Iluminados (Illuminatenorden en el original alemán, compuesto derivado del latín illuminati, ‘iluminados’, y orden) es el nombre dado a varios grupos. Históricamente se refiere a la organización Illuminati de Baviera, una sociedad secreta de la época de la Ilustración, fundada el 1 de mayo de 1776, aunque el 12 de agosto es cuando se celebra el día internacional de los iluminados. Manifestaba oponerse a la influencia religiosa y los abusos de poder del Estado. El gobierno de Baviera prohibió la organización de los Illuminati (junto con otras sociedades secretas) y esta se disolvió en 1785.
Al no sobrevivir su supresión por parte del gobierno de Baviera se considera que el rol asignado como conspiradores por parte de Barruel y Robison deben considerarse, por tanto, invención de dichos escritores. Teóricos de la conspiración como Mark Dice han sostenido que los Illuminati han sobrevivido hasta nuestros días. Muchas teorías de la conspiración proponen que los acontecimientos mundiales están siendo controlados y manipulados por una sociedad secreta autodenominada los Illuminati. Los teóricos de la conspiración que adhieren a tales ideas han afirmado que muchas personas notables eran o son miembros de los Illuminati. Los presidentes de Estados Unidos son un objetivo común de tales afirmaciones.
Otros teóricos sostienen que los Illuminati orquestaron una serie de acontecimientos históricos, desde la Revolución francesa, la batalla de Waterloo y el Asesinato de John F. Kennedy, hasta un supuesto complot comunista para acelerar el "Nuevo Orden Mundial" infiltrándose en la industria cinematográfica de Hollywood.

## Fundación

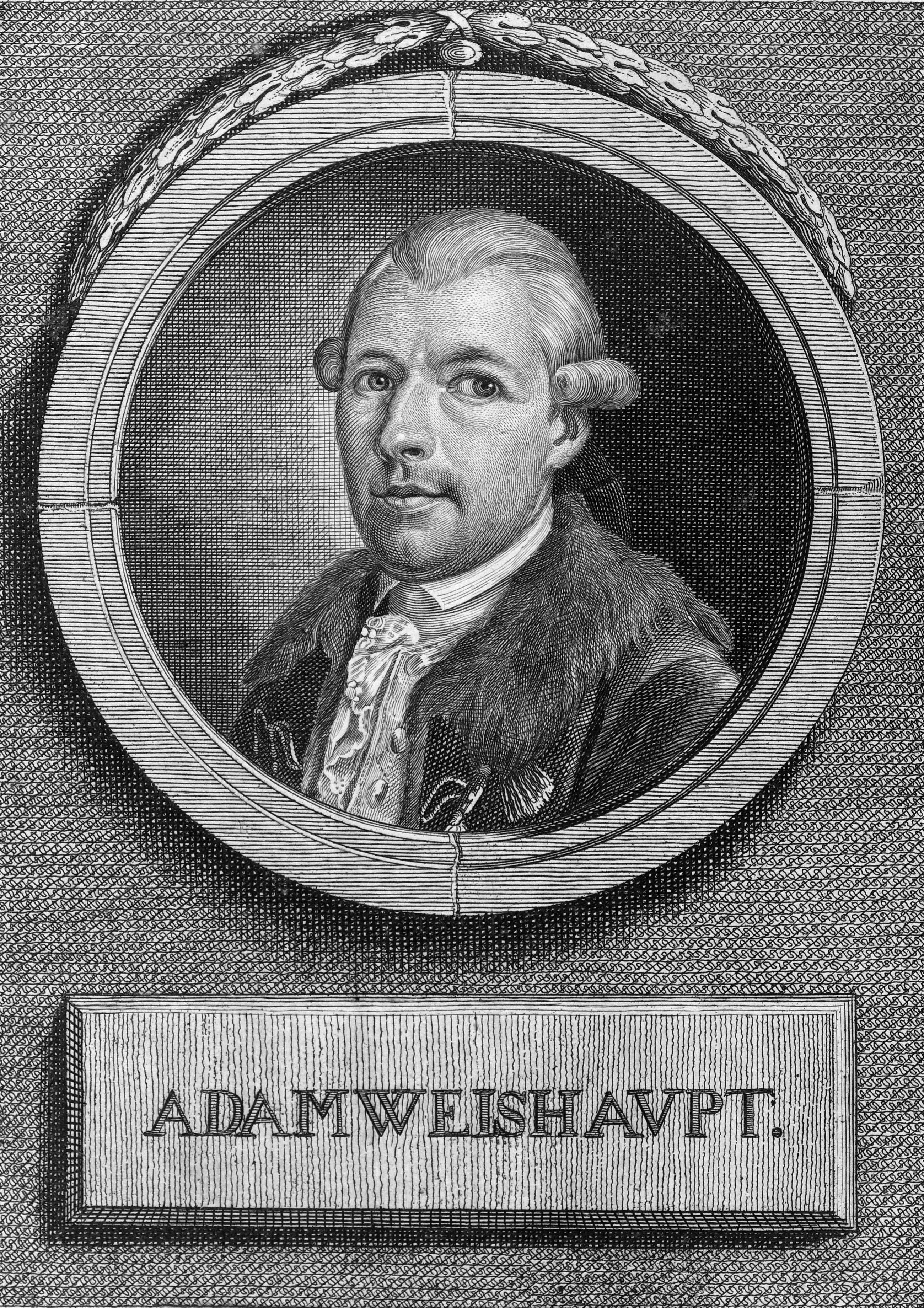
Adam Weishaupt, el fundador.

El profesor de derecho eclesiástico y filosofía práctica de la Universidad de Ingolstadt, en Baviera, Adam Weishaupt (1748-1830) fundó el 1 de mayo de 1776, con dos alumnos suyos, la Asociación de los perfectibilistas (Bund der Perfektibilisten, en el original alemán, formado por Bund, asociación, y un derivado del latín perfectibilis, 'perfeccionable'). Como símbolo de la organización eligió el mochuelo de Atenea, diosa griega de la sabiduría. De trasfondo se encontraba el clima intelectual universitario, prácticamente dominado por los jesuitas, orden disuelta tres años antes.
Weishaupt, con nueve años, estaba aislado respecto del claustro docente, debido a su entusiasmo por las ideas de la Ilustración; para ofrecer protección a sus estudiantes de las supuestas intrigas jesuíticas pero, sobre todo para proporcionarles acceso a la literatura crítica eclesiástica contemporánea, fundó la «Asociación de sabiduría secreta», que en sus comienzos no era más que un círculo de lectores anticlericales con un máximo de veinte miembros. Weishaupt mencionó sus razones para la fundación de la sociedad en su carta Pythagoras oder Betrachtungen über die geheime Welt- und Regierungskunst:

Pero dos hechos fueron decisivos. Incluso para este tiempo en 1776, un oficial en Burghausen llamado Ecker había fundado una logia orientada hacia la alquimia y que había comenzado a extenderse velozmente. Un miembro suyo llegó a España, a anunciarse allí y a atraer a los más brillantes entre los estudiantes. Por desgracia, su selección recayó precisamente en aquellos a quienes ya les había echado el ojo. El pensamiento de haber perdido de esta forma a jóvenes tan prometedores, y verlos ahora acercándose a la alquimia y majaderías semejantes, fue para mí tormentoso e insoportable. Por esto fui a pedirle consejo a un joven, en quien había puesto toda mi confianza. Y me animó a utilizar mi influencia sobre los estudiantes y estos excesos mediante una vacuna, administrada mediante la fundación inmediata de una sociedad.

La orden tomó un primer impulso en 1778, cuando un antiguo alumno suyo y presidente del Palatinado Renano la reorganizó. Weishaupt propuso como nuevo nombre Bienenorden, la 'Orden de las abejas', porque se imaginaba que los afiliados deberían recopilar el néctar de la sabiduría dirigidos por una abeja reina, pero al final se prefirió "Bund der Illuminaten" (Unión de los Iluminados) y después, Illuminatenorden ('Orden de los Iluminados'). De la asociación de estudios se pasó a una orden secreta, influenciada en su modelo organizativo por la Compañía de Jesús.

## Breve florecimiento

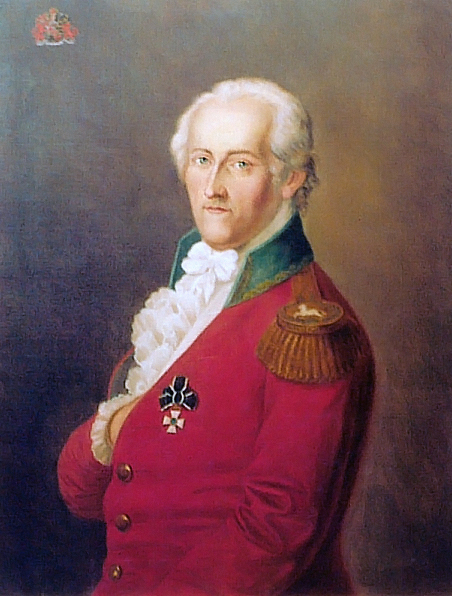
Barón Adolph von Knigge, su patrocinador más influyente.

La siguiente reorganización sucedió en 1780 tras la adhesión del aristócrata bajo sajón Adolph von Knigge. Tal como el propio Weishaupt confesó, no existía «en absoluto, solo en su cabeza». Y en 1782 Knigge le proporcionó a la orden una estructura de estilo masónico, con Weishaupt y Knigge —entre otros— como directores sobre el llamado «Areópago». Con esta nueva distribución, que se detallará más adelante, consiguieron, los Iluminados, reclutar a muchos masones e infiltrarse en logias enteras.
De trasfondo estaba la crisis iniciada hacia 1775 entre los niveles altos masónicos alemanes con la ruptura de la Estricta observancia templaria. Karl Gotthelf von Hund und Altengrotkau había conseguido atraerse a las diferentes logias hacia su mandato mediante este rito más bien apolítico-romántico, que aseguraba ser sucesor de la orden Templaria, disuelta en 1312. Durante muchos años, además había afirmado mantenerse en contacto con «Superiores desconocidos», que le habían iniciado en la francmasonería. Como al fallecer en 1776 ningún tipo de «Superiores secretos» contactara con ellos, había gran confusión en la logia. En la convención masónica de la Estricta observancia, acontecida en Wilhelmsbad entre el 16 de julio y el 1 de septiembre de 1782, Knigge y su segundo representante de los Iluminados, Franz Dietrich von Ditfurth, un ilustrado radical manifiesto, se ganaron el liderazgo de opinión para su orden. El sistema templario fue abandonado y la orden de la Rosacruz quedó en minoría en su esfuerzo por mantener esa tradición. Ambos iluminados consiguieron incluso, con Johann Christoph Bode, ganarse a un representante principal de la Estricta observancia.

## Crisis y prohibición
El número de miembros aumentó rápidamente; sin embargo, este éxito suponía a la vez el comienzo del final: Knigge amenazó epistolarmente con delatar sus secretos a los jesuitas y a los rosacrucianos, reforzando la desconfianza y preocupaciones de Weishaupt. Ya que Knigge y Bode hubieran incorporado al príncipe Karl von Hessen-Kassel y a Ferdinand von Braunschweig, así como al duque Ernst von Sachsen-Gotha y Carl August von Sachsen-Weimar, todos ellos representantes de la autoridad absolutista. Estas sospechas no estaban infundadas, pues Carl August y su consejero privado Goethe se habían afiliado con el único fin de investigar a la Orden.
Como resultado se agudizaron las discrepancias entre Weishaupt y Knigge hasta el punto de que la orden amenazaba con disolverse. En febrero de 1784, para eso se convocó en Weimar un tribunal arbitral llamado «congreso». Para sorpresa de Knigge, el juicio del congreso en el que participaron, entre otros, Johann von Goethe, Johann Gottfried Herder y Herzog Ernst von Sachsen-Gotha, fue que debía construirse un nuevo Areópago. Este parecía ser un compromiso tolerable. Pero como era previsible que el fundador de la orden siguiera siendo influyente aún sin presidencia formal en el Areópago, ello significaba una clara derrota para Knigge. Se acordó entonces el silencio y el retorno de todos los papeles, y el primero de julio abandonó Knigge la orden. Y en el tiempo siguiente se apartó de los “estragos de la moda” de querer arreglar el mundo mediante sociedades secretas. Por su parte Weishaupt le entregó la dirección de la orden a Johann Martín, conde de Stolberg-Roßla.
Durante las disputas internas, las asociaciones secretas habían atraído sobre sí la atención de las autoridades bávaras. Eran el blanco de sospechas de asesinatos afines a la Ilustración, que pretendían alterar el orden tradicional, infiltrándose entre los funcionarios públicos para alcanzar un «Estado razonable». Consecuentemente, el 22 de junio de 1784 el príncipe elector Karl Theodor prohibió todas las «comunidades, sociedades y fraternidades» fundadas sin su aprobación señorial.
El 2 de marzo de 1785, bajo presión de Peter Frank, canciller barón de Kreittmayr, el barón rosacruciano de Törring y otros cortesanos, se promulgó un edicto adicional, que esta vez prohibía a los Iluminados y a los Francmasones llamándolos por su nombre, y considerándolos altos traidores y enemigos de la religión. Mediante registros domiciliarios se confiscaron varios papeles de la orden que aportaron sucesivos indicios sobre la radicalidad de sus propósitos. Documentos encontrados en un mensajero difunto informaron sobre el nombre de un miembro. Ese mismo año el papa Pío VI aclaró en dos cartas al obispo de Freising (18 de julio y 12 de noviembre), que la adhesión a la orden era incompatible con la fe católica.
A consecuencia de las prohibiciones de 1784-1785 se produjeron las persecuciones de miembros. Se llegó a registros domiciliarios y confiscaciones, algunos consejeros y oficiales perdieron el puesto, algunos miembros fueron desterrados, pero nadie resultó encarcelado. El mismo Weishaupt cuyo papel fundador se desconocía al principio, resultó sospechoso, pero solo huyó cuando tuvo que admitir la fe católica, primero a la ciudad imperial libre Ratisbona, y en 1787 otra vez a Gotha, donde Herzog Ernst le proporcionó una consejería áulica sinecura.
En abril de 1785 el conde Stolberg-Roßla declaró la orden oficialmente suspendida —tras aboliciones temporales—. Bode aprovechó la coyuntura para conservar la asociación con vida. E intentó resucitar la misma con ayuda de la Iglesia minerval de Weimar y la Orden de los amigos invisibles, pero debió abandonar ese proyecto en 1790 debido al clima estrictamente antiiluminista de los años revolucionarios. Los investigadores están generalmente de acuerdo, en que la desarticulación de la orden de los Iluminados fue completa.
El 16 de agosto de 1787 se promulgó un tercer y más estricto edicto de prohibición, so pena de muerte, del reclutamiento de miembros para masones e iluminados. Continuaban entonces en los círculos autoritarios, rumores de una supervivencia de los Iluminados.
Estas promulgaciones desataron una primera histeria antiiluminista, especialmente se sospechaba de las agitaciones de las asociaciones secretas ilustradas radicales. Una segunda ola, claramente más enérgica, sucedió durante la Revolución Francesa, pues el miedo a los jacobinos se fundió con el anterior a los Iluminados. En este estado anímico, el ministro de Estado bávaro Maximilian von Montgelas —quien a su vez había sido iluminado— hizo prohibir todas las organizaciones secretas al llegar al poder en 1799, y otra vez en 1804. Cómo de fuerte era la fascinación pública en los años en torno a la Revolución Francesa por las misteriosas e inquietantes sociedades secretas e iniciáticas, se nota por diversas obras literarias de la época, desde Der Geisterseher de Schiller hasta Der Groß-Cophta de Goethe y las inquietantes sociedades de Los años de aprendizaje de Wilhelm Meister, pasando por Jean Paul Die unsichtbare Loge (1793).

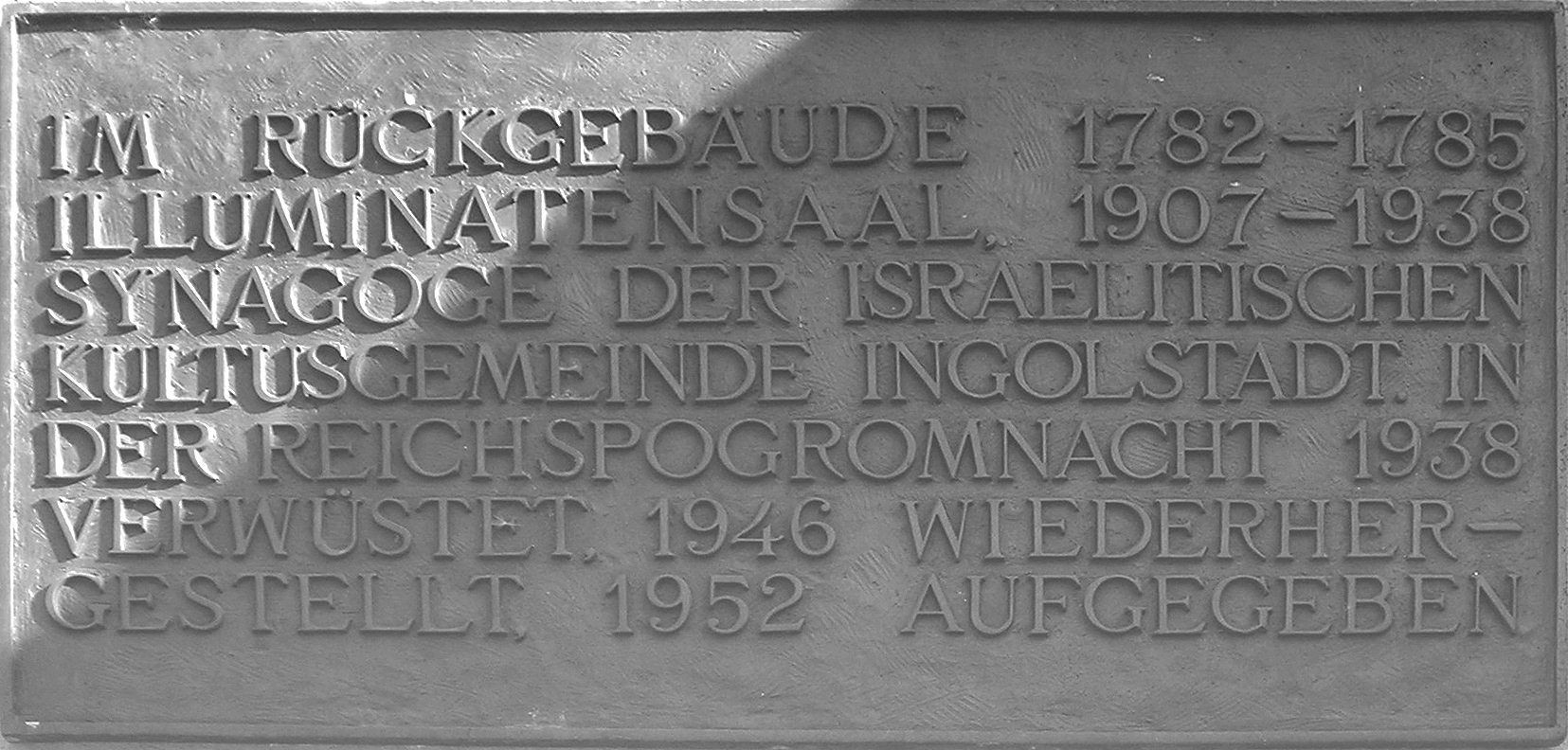
Placa conmemorativa: "En el edificio trasero Sala de los Iluminados 1782-1785, etc.".

Hoy recuerda en Ingolstadt solo una placa conmemorativa en el edificio en el que se encontraba la sala de reuniones de los Iluminados. El edificio se encuentra actualmente en el número 23 de la calle Theresien, antes llamada Am Weinmarkt 298, en la zona urbana exclusiva para viandantes.

## Objetivos
La orden de los Iluminados estaba comprometida con el modelo ilustrado. La meta era la mejora y el perfeccionamiento del mundo en el sentido de libertad, igualdad, fraternidad, la mejora y perfeccionamiento de sus miembros (de ahí también el viejo nombre Perfectibilistas). Weishaupt escribió en 1782 en un discurso:

Quien también generalmente quiere iniciarse en la libertad, la amplia iluminación en general: pero la Iluminación no consiste en el conocimiento de palabras, sino de cosas, no se trata de la comprensión de conocimientos abstractos, especulativos, teóricos, que inflan el espíritu, pero no mejoran el corazón.
Rede an die neu aufzunehmenden Illuminatos dirigentes.

Según Weishaupt el medio para alcanzar la libertad era principalmente la educación, pero no solo la aportación externa de conocimientos, sino en primera línea la formación del corazón, la moralidad, que debería capacitar a los individuos para autodominarse, y por lo tanto serían superfluas otras formas de dominio como el despotismo de los príncipes absolutistas, pero también el despotismo espiritual ejercido por la Iglesia católica. Los modales de las viejas costumbres serían también condición y camino para una sociedad libre e igualitaria sin príncipes ni iglesia.
Como Weishaupt explicó en su discurso cit. supr., la historia misma estaría de su parte: recurriendo a pensadores como Joachim von Fiore presentó una historia filosófica entre periodos temporales: en la «Infancia de la humanidad» no había ni dominio ni propiedad ni ansias de poder. Eso comenzó en la «Época juvenil», con el surgimiento de los primeros estados, que se desviaban más y más hacia el despotismo. De ahí surgió la nostalgia del paraíso perdido de la ausencia de dominio: «el despotismo mismo debería ser el medio para facilitar el camino a la libertad» escribió Weishaupt en una redacción para la clase de misterio de su orden. En el «tiempo de la madurez» el género humano superará el despotismo sin violencia a través de la provocación de la nostalgia, de la libertad, mediante la ilustración y mediante el autodominio que Weishaupt impartía. Para difundir ahora esta ilustración y para devolver a los hombres a la «tierra prometida», debía de ser la tarea de las escuelas ocultas de sabiduría, a quienes Weishaupt les presuponía una línea tradicional ideal desde los protocristianos hasta los masones. Aunque es verdad que los francmasones declaran ser apolíticos, los Iluminados les servirían como máscara. Finalmente un «Tiempo de decadencia» iniciará un nuevo ciclo.
En esta representación histórica se mezclan el milenarismo medieval y las utopías modernas, las profecías premodernas de un mundo redimido y pronósticos modernos de como se alcanzarían por propias obras. Weishaupt compatibilizó ambos mensajes contradictorios: por un lado, predicó el quietismo, que exoneraba a sus miembros de cualquier responsabilidad del progreso histórico; y por el otro, exigía un activismo subversivo que socavara activamente el sistema de gobierno imperante. Cuál de ambos aspectos primaría, lo dejó pendiente. Eso significa por una parte que era solo cuestión de esperar, pues el tiempo del despotismo absolutista finalizaría desde una lógica interna casi por sí mismo. Weishaupt sostenía que los iluminados participarían solamente por su actividad, incluso mediante su mera presencia, en la abolición del despotismo.
La abolición del sistema absolutista no debería pues conseguirse mediante la vía revolucionaria, sino por los recursos personales políticos: querían conquistar más y más posiciones claves estatales absolutistas, para sucesivamente conducirlas a su propia violencia. En los últimos estadios utópicos, sobre si y cómo el estado sería realmente disuelto tras alcanzar el poder o si simplemente los iluminados los reemplazarían en una especie perfeccionada de despotismo ilustrado, es algo sobre lo que Weishapt no dio datos.

## Organización

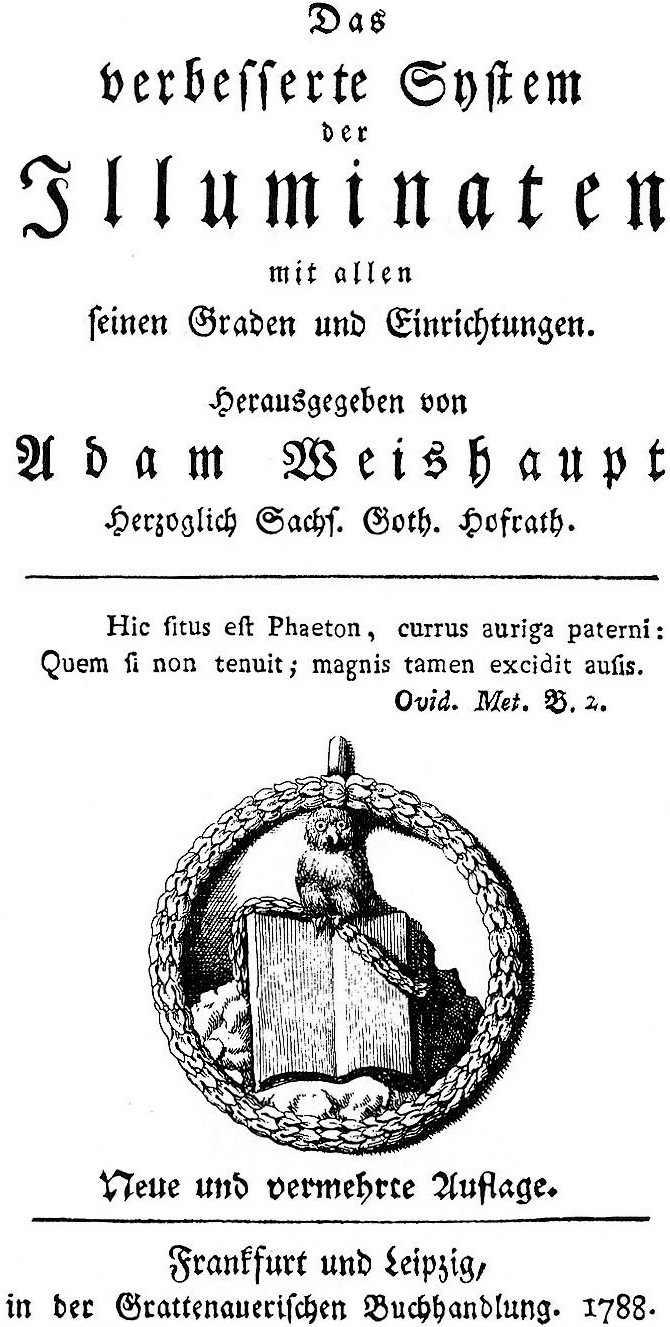
Símbolo de los Illuminados de Baviera: el Mochuelo de Minerva.

Los Iluminados son una de las muchas sociedades y asociaciones caracterizadas por la formación del fenómeno moderno de la opinión pública durante la ilustración, tal como Jürgen Habermas describió en 1962 en Historia y crítica de la opinión pública. Durante las castas sociales premodernas sucedía en la iglesia o en la corte y pervivía ahora: la posibilidad de traspasar las fronteras estamentales para reunirse en niveles sociales al menos a priori igualitarios, en las sociedades lectoras, o diversas asociaciones caritativas (como las sociedades de amigos del país), en los francmasones y los rosacrucianos o incluso en las sociedades secretas como los Iluminados.
A diferencia de otras sociedades, los Iluminados tenían un programa político explícito, mientras que entre los francmasones por ejemplo son indeseables las disputas religiosas, confesionales o políticas. También se reconocen los masones por su afiliación, y no son, a diferencia de los Iluminados, estrictamente secretos. Aunque los Iluminados adoptaron aspectos masónicos como la logia y la jerarquía, también es cierto que ni pertenecían a la misma orden ni cooperaban en organizaciones francmasónicas nacionales, como la gran logia o el gran oriente.
Para infiltrarse mejor en ellos, Knigge dotó a la orden de una estructura apoyada en la masona con grados titulados muy imaginativamente, y cada uno de los cuales tenía su propio ritual iniciático y «secretos», que se les revelaba a los iniciados: un «criadero» que introduciría novatos en la esencia de la logia y la sociedad secreta, compuesta de los grados «novicio», «minerval» (deriv. de Minerva), e «iluminado inferior». La «clase masona» tomada de la masonería contenía el grado «peón», «oficial», «maestro», «iluminado mayor» e «iluminado regente». Coronaba la orden la clase mistérica, compuesta por los grados «sacerdote», «Regent», «Magus» y «Rex» ('gobernante') y cuyos reglamentos y ritos, debido al breve tiempo que sobrevivió, no llegaron a redactarse.
Asimismo, como mistificación de gran efecto publicitario, cada miembro de la orden recibe al iniciarse un nombre secreto (o de guerra), que nunca era cristiano, o como mínimo, de origen ortodoxo: Weishaupt se llamó así mismo con el significativo nombre de Espartaco, el cabecilla de las revueltas esclavas romanas; Knigge era Filón de Alejandría, un filósofo judío; Goethe recibió el nombre Abaris, por un mago escita. También la geografía recibía nombres secretos (Múnich, p. ej., se llamaba Atenas; el Tirol, Peloponeso; Fráncfort era Edessa; e Ingolstadt, Eleusis). Incluso hasta la fecha se indicaba según un calendario secreto de nombres mensuales persas y cuya numeración anual comenzaba en el 632.
Los nombres de la orden contribuían a la igualdad entre iluminados: ya que los dos primeros grados solo se llamaban por los nombres de la orden, no podían saber unos de otros, quién era noble, quién burgués, quién profesor universitario, quién camarero o estudiante. Aparte de esto, formaban parte de un rígido programa educativo, que la orden le imponía a sus miembros. Cada iluminado debía no solo darle explicaciones a su tocayo espiritual, sino que también recibía de los superiores de la orden una cuota literaria mensual, en la que obras deísticas e ilustradas ocupaban un lugar principal y en grado creciente. Su evolución moral y espiritual había además que hacerla constar en un diario llamado cuaderno Quibuslicet (del lat. “quibus licet”, ‘a quién le está permitido leerlo'). En caso de que estuvieran mal hechos o no contuvieran los avances previstos, el mando de la orden respondía con una carta de reproche.
Junto a la completa igualdad dentro de los grados, había una división jerárquica entre los distintos escalafones muy marcada. Esta dejaba mostrar ya en los juramentos, que cada iniciando debía prometer solemnemente.

Eterno silencio, firme lealtad, fidelidad y obediencia a todos los superiores y estatutos de la orden.

Además de la estricta jerarquía había que añadir la estructura esotérica de la orden, lo que significa que a los novatos se les engañaba conscientemente sobre esta auténtica meta. En la “guardería” significaría que el nuevo no era para nada el objetivo de la orden.

Para socavar los regímenes terrenales o espirituales, apropiarse del dominio mundial y etcétera. De haberse imaginado nuestra sociedad desde esos puntos de vista, o si han entrado con esas intenciones, se han engañado completamente.

Porque en los grados superiores de la orden se les revelaría el “mayor de todos los secretos”,

que tantos desean con ansia, tan a menudo han buscado estérilmente el arte de regir a los hombres, de conducirlos a lo bueno […] y después guiarlo todo, con lo que los hombres hasta ahora sueñan y solo a los más iluminados les parece posible.
Reinhart KoselleckKritik und Krise.

El arcano más profundo de los Iluminados era su propio sistema de dominio moral, ya practicado entre los numerarios, pero que también debía aplicarse fuera. Este fraude y tutelaje a los miembros de grados inferiores pronto provocó críticas incluso dentro de la orden. Le debían a la meta de Weishaupt, la perfección del individuo por sugerencia de la propia educación y la dirección oculta. La condición a estas mejoras del individuo le parecía que era el conocimiento de todos sus secretos. Esto parece haberlo adoptado de su peor enemigo: los jesuitas, cuya obediencia era ciega y su atenta pero efectiva manipulación humana era mediante la penitencia. Sobre todo la orden permanecía, como el investigador Agethen constató, unida a sus enemigos por un cruce dialéctico: para emancipar al individuo del dominio mental y espiritual eclesiástico, se aplicó el método jesuítico de examen de conciencia; para transportar al cortejo triunfal ilustrado y de la razón, se tenía un sistema extremo y un montaje místico que recordaba las ensoñaciones irracionales rosacrucianas; y para finalmente liberar a la humanidad del despotismo principesco y real, se avasallaba a los miembros con un sistema de auténtico control y psicotécnicas totalitarias.

## Miembros
Los Iluminados tuvieron algo de éxito: a comienzos del año 1780 llegó la orden en setenta ciudades del reino a tener entre 1500 y 2000 miembros, de los cuales algo de un tercio eran masones. Los puntos clave eran Baviera y las ciudades turingias Weimar y Gotha; fuera de Alemania solo puede demostrarse su presencia en Suiza.
El sociohistórico Eberhard Weis investigó exhaustivamente la estructura social de la orden y descubrió que cosa de un tercio de sus miembros eran nobles y por lo menos un doce por ciento, clérigos. Casi el setenta por ciento de los iluminados habían recibido formación académica, el número de trabajadores manuales rondaba un veinticinco por ciento, un número muy superior al de los comerciantes, que con un diez por ciento estaban claramente infrarrepresentados. Casi la mayoría de los iluminados, casi las tres cuartas, se componía de funcionarios y demás trabajadores públicos, que de cara a la meta de la organización de derribar el estado absolutista, no puede sorprender. Weishaupt presumía en 1787 con orgullo que la orden había conseguido incorporar a más de un décimo del funcionariado bávaro. Especialmente significativo era este éxito de infiltración en los colegios censores bávaros, que hasta la intervención del príncipe elector en 1784, se componía casi exclusivamente de iluminados. Y acorde fueron las intervenciones de la autoridad: se prohibieron escritos de ex-jesuitas y otros antiilustrados o escritos clericales, incluso hasta libros de rezos, y en cambio se fomentó la literatura ilustrada.
Este éxito temporal no puede engañar de que la orden estaba compuesta en su mayor parte de académicos segundones, que acudían a ella, porque se esperaban posibilidades, una oportunidad, correlacionada con el concepto de infiltración de Weishaupt. Estas metas les resultaban desconocidas a los novatos. La meta real, a saber, la de formar a las elites políticas e intelectuales de la sociedad, la consiguieron poco. De las esperadas excepciones mencionadas (Goethe, Herder, Knigge), todos los representantes significativos de la baja ilustración alemana o se mantuvieron apartados (Schiller, Kant, Lessing, pero también Lavater) o se fueron decepcionados por la rígida estructura (Nicolai). De una amenaza real de los estados bávaros por «el ratón de biblioteca Weishaupt y sus camaradas, utopistas en el buen sentido y en el ridículo» no puede haber duda, pero sí que «el reto que les supuso a los viejos poderes fue, incluso de esta forma tan domada, aún demasiado grande.
Otros miembros conocidos fueron Anton von Massenhausen y Johann Christian Ehrmann.

## Mitos y teorías conspirativas

### Teoría conspirativa de William Guy Carr

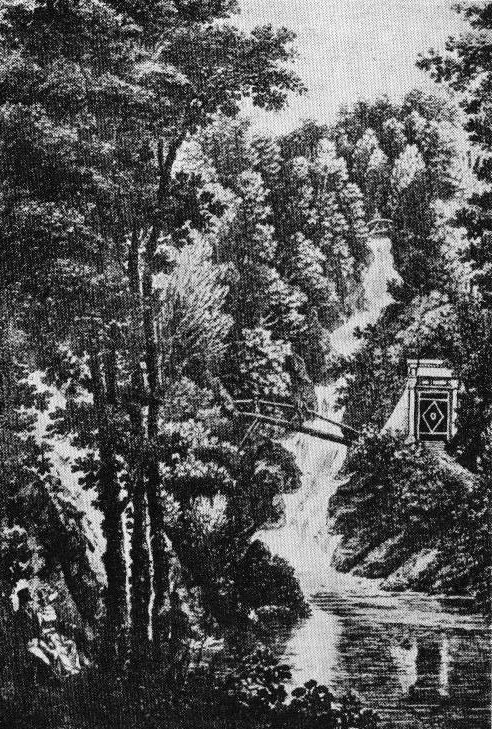
La cueva de los iluminados en Aigen (Salzburgo) (vid. Castillo Aigen), un ejemplo de la embellecida imagen de la Orden para el Sturm und Drang.

William Guy Carr, un fundamentalista cristiano y escritor de teorías de conspiración y antimasónicas, hizo mención en uno de sus libros de 1955 a la presunta existencia de una serie de cartas escritas entre los años 1870 y 1872, que supuestamente se conservarían en los archivos de la biblioteca del Museo Británico, entre un antiguo militar confederado llamado Albert Pike (de hecho el único representante de la Confederación, y a la vez miembro activo del Ku Klux Klan, honrado con una estatua en Washington D. C.) y el francmasón y carbonario Giuseppe Mazzini, un filósofo y político italiano que se esforzó por unificar los estados italianos y quien había sido seleccionado por los Illuminati para dirigir sus operaciones mundiales en 1834.
El Museo Británico desmiente la existencia de dichas cartas y su contenido anacrónico y fundamentalista, más la total ausencia de fuentes del autor, indica que han sido totalmente inventadas por la mente del mismo. Según William Guy Carr, una de las supuestas "cartas" fechada el 15 de agosto de 1871, el mencionado Pike le habría hecho saber a Mazzini el plan de los Illuminati para el "futuro" del mundo:

Fomentaremos tres guerras que implicarán al mundo entero.

La primera de ellas permitiría derrocar el poder de los zares en Rusia y transformar ese país en la fortaleza del comunismo ateo necesaria como una oposición controlada y antítesis de la sociedad occidental. Las divergencias causadas por los "agenteur" (agentes) de los Illuminati entre los imperios británico y alemán serán utilizados para provocar esta guerra, a la vez que la lucha entre el pangermanismo y el paneslavismo. Un mundo agotado tras la guerra, no interferirá en el proceso de construcción de la "nueva Rusia" y el establecimiento del comunismo, que será utilizado para destruir los demás gobiernos y debilitar a las religiones.

La Segunda Guerra Mundial se desataría aprovechando las diferencias entre la facción ultraconservadora y los sionistas políticos. Se apoyará a los regímenes europeos para que terminen en dictaduras que se opongan a las democracias (Comunismo y Socialismo) y provoquen una nueva convulsión mundial cuyo fruto más importante será el establecimiento de un Estado soberano de Israel en Palestina que venía siendo reclamado desde tiempos inmemoriales por las comunidades judías. Esta nueva guerra debe permitir consolidar una Internacional Comunista bastante fuerte para equipararse a la facción cristiana/occidental.

La tercera y definitiva guerra se desataría a partir de los enfrentamientos entre sionistas políticos y los dirigentes musulmanes. Este conflicto deberá orientarse de forma tal que el Islam y el sionismo político se destruyan mutuamente y además obligará a otras naciones, una vez más divididas sobre este asunto, a entrar en la lucha hasta el punto de agotarse física, mental, moral y económicamente... Liberaremos a los nihilistas y a los ateos, y provocaremos un formidable cataclismo social que en todo su horror mostrará claramente a las naciones el efecto del absoluto ateísmo, origen del comportamiento salvaje y de la más sangrienta confusión. Entonces en todas partes, los ciudadanos, obligados a defenderse contra la minoría mundial de revolucionarios, exterminará a esos destructores de la civilización, y la multitud, desilusionada con el Cristianismo, cuyos espíritus deístas estarán a partir de ese momento sin rumbo y ansiosos por un ideal pero sin saber dónde hacer su adoración, recibirán la verdadera LUZ a través de la manifestación universal de la doctrina pura de "Lucifer", sacada a la vista pública finalmente. Esta manifestación resultará del movimiento reaccionario general que seguirá a la destrucción del Cristianismo y ateísmo, ambos conquistados y exterminados al mismo tiempo.

Citado según William Guy Carr, en Peones en el juego, 1955.

### Revolución francesa
También se les ha hecho responsables de la Revolución francesa con base en teorías conspirativas del tipo antimasónicas. Esta sospecha fue formulada por primera vez en 1791 por el párroco francés Jacques François Lefranc en su libro Le voile levé pour les curieux ou les secrets de la Révolution révéles à l'aide de la franc-Maçonnerie (El velo destapado para los curiosos o los secretos revolucionarios de la ayuda francmasona). Su posterior difusión se la debe sin embargo a otros dos autores, que poco después compusieron obras sobre los orígenes revolucionarios franceses: el ex jesuita francés Augustin Barruel y el erudito escocés John Robison. Sobre la obra de dichos autores primero debe aclararse que los Illuminati no sobrevivieron a su supresión en Baviera, por ende sus posteriores engaños y conspiraciones en la obra de Barruel y Robison deben considerarse invención de dichos escritores. Barruel y Robison intentaron, con mutua independencia, demostrar que no desataron la revolución ni la permanente presión del tercer estado, ni la difusión de los ideales ilustrados, ni la mala cosecha del año previo ni tampoco la mala gestión de la crisis por el rey Luis XVI, sino que fueron los Iluminados. Para esto aportan principalmente tres ideas:
1. Casi todos los cabecillas revolucionarios importantes eran masones. La equiparación incondicional de ambas sociedades es, como ya se advirtió previamente, falso.
2. Existían efectivamente logias masonas en la Francia postrevolucionaria autonominadas —de forma parecida a la orden de Weishaupt—, "Les Illuminés". Que estos grupos eran muy pequeños y tuvieron poca influencia, estorbaba tan poco como el hecho de que los iluminados franceses siguieran una línea más bien mística-martinista y tenían poco que ver con los ilustrados radicales como Knigge y Weishaupt.
3. Era sabido, que Johann Christoph Bode viajó a París en 1787. El motivo de su desplazamiento, que solo duró entre el 24 de junio hasta el 17 de agosto, no tenía nada que ver con el estallido revolucionario, sino que le habían invitado a una convención masona, pero que a su llegada ya había terminado.

A la tesis de que los Iluminados se encuentran tras la Revolución francesa, le faltan todas las bases. Sin embargo, Barruel y Robinson tuvieron mucho éxito. En el ámbito germano, extendió principalmente estas teorías el fugaz diario conservador Eudämonia (1795-1798). Hasta hoy no han perdido estos escenarios conspirativos su fascinación sobre muchos publicistas y agrupaciones radicales de extrema derecha. Notables aquí son por ejemplo Nesta Webster, una fascista británica veintecentista, famosa teórica conspiradora; el estadounidense John Birch o el predicador cristiano estadounidense Pat Robertson. También la obsesión con las teorías conspirativas antisemitas como Des Griffin y Jan Udo Holey, siempre imaginando nuevos rastros de la orden, muestran la estrecha conexión entre el radicalismo de derecha y la paranoia antiiluminista.
Estas tenaces teorías conspirativas fueron entre otras cosas alimento para algunos grupos ocultistas o teosóficos que intentaron estilizarse como supuestos Iluminados, desaparecidos hacía siglos: por ejemplo, el historiógrafo Leopold Engel fundó en 1896 la Unión mundial de los Iluminados (Weltbund der Illuminaten), que actuaba a imitación de la orden de Weishaupt. Ya en 1929 se había eliminado esta asociación del registro berlinés. También la Ordo templi orientis surgida en 1912 o los Iluminados de Thanateros, fundados en 1978, intentaron situarse en la línea tradicional de los iluminados bávaros, aunque no tenían nada que ver con el radicalismo ilustrado-racionalista de la orden de Weishaupt, Bodes y Knigges.

## En la literatura de ficción
A los Iluminados se les representa con asiduidad en las novelas populares, por ejemplo en la trilogía Illuminatus! de Robert Shea (1933-1994) y Robert Anton Wilson, en Ángeles y demonios de Dan Brown, en Un grito en las tinieblas de Daniel González, en El péndulo de Foucault de Umberto Eco y en la novela juvenil Túneles de Brian Williams y Roderick Gordon. Se les representa como unos bribones tenebrosos, tejedores de complots turbios o conspiradores demoníacos, pues los citados autores no se inspiran en hechos demostrados de historias sobre la orden moderadas por los hechos, sino preferiblemente en las teorías conspiratorias, que sobre ellos circulan. No obstante, se mantienen hoy a menudo estos detalles ficticios sobre los Iluminados como erróneamente ciertos. Tampoco se encontraban en una tradición milenaria desde los druidas celtas pasando por la secta de los ḥašīšiyyīn y los templarios con el objetivo de encontrar el umblicus telúricus, el ombligo del mundo.
Especialmente popular es la suposición extendida en las novelas de que los Iluminados poseyeron determinados símbolos, con lo cual se hacía reconocible existencia para los iniciados. A esta simbología presuntamente iluminada pertenecen entre otros:
- El ojo panóptico
- El ojo panóptico en la cúspide de la pirámide (véase también: sello de los Estados Unidos)
- El número 13
- Ambigramas